# Cuencas costeras Rapel-Estero Nilahue
Las cuencas costeras Rapel-Estero Nilahue son cuencas exorreicas aledañas que desembocan en el océano Pacífico ubicadas entre la desembocadura del río Rapel y el sur del estero Nilahue que han sido reunidas en el ítem 061 del Anexo:inventario de cuencas de Chile (BNA).

## Límites y relieve

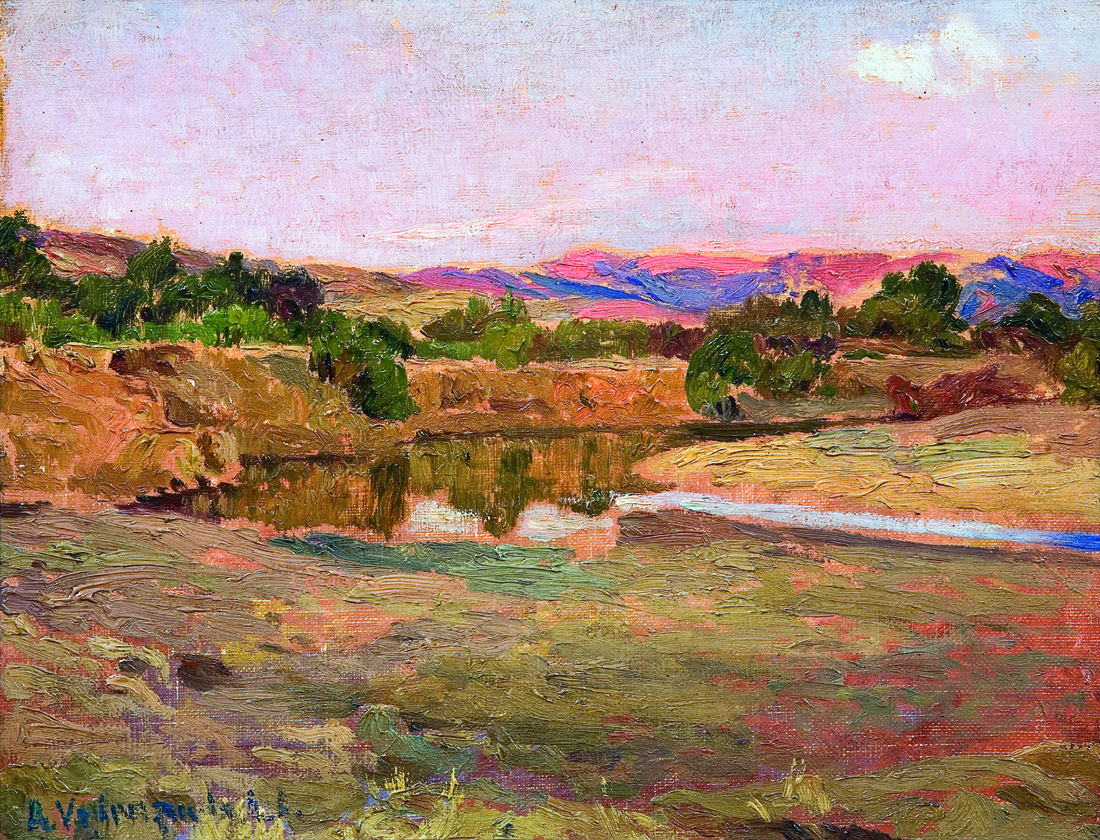
Estero Lolol, de Alberto Valenzuela Llanos.

El ítem 061 ocupa un área de 339.707 hectáreas y limita al norte y al este con la cuenca del río Rapel y al sur con la cuenca del río Mataquito y al sur costero con las cuencas costeras entre límite regional y río Mataquito del ítem 070 que contiene al lago Vichuquén y otros cuerpos de agua.

## Población
La superficie del ítem se distribuye entre la Región de O'Higgins (88,5%) y la Región de Maule (11,5%) según la siguiente tabla:
| Región                                | Provincia     | Comuna      | Hectáreas   | Porcentaje |
| ------------------------------------- | ------------- | ----------- | ----------- | ---------- |
| Libertador General Bernardo O'Higgins |               |             | 300.457,058 | 88,446%    |
|                                       | Cardenal Caro |             | 181.320,231 | 53,376%    |
|                                       |               | Pichilemu   | 71.476,14   | 21,041%    |
|                                       |               | La Estrella | 3.598,998   | 1,059%     |
|                                       |               | Litueche    | 24.915,96   | 7,335%     |
|                                       |               | Marchihue   | 10.561,194  | 3,109%     |
|                                       |               | Navidad     | 13.546,971  | 3,988%     |
|                                       |               | Paredones   | 57.220,968  | 16,844%    |
|                                       | Colchagua     |             | 119.136,827 | 35,071%    |
|                                       |               | Chépica     | 15.400,867  | 4,534%     |
|                                       |               | Lolol       | 59.529,413  | 17,524%    |
|                                       |               | Peralillo   | 4,919       | < 0,1%     |
|                                       |               | Pumanque    | 31.528,789  | 9,281%     |
|                                       |               | Santa Cruz  | 12.672,839  | 3,731%     |
| Maule                                 |               |             | 39.058,437  | 11,498%    |
|                                       | Curicó        |             | 39.058,437  | 11,498%    |
|                                       |               | Hualañé     | 19.176,257  | 5,645%     |
|                                       |               | Rauco       | 10.163,405  | 2,992%     |
|                                       |               | Teno        | 0,181       | < 0,1%     |
|                                       |               | Vichuquén   | 9.718,594   | 2,861%     |

Varios pueblos están ubicados en las cuencas:
- Matanzas (Chile)
- Vega de Pupuyo
- Pichilemu
- Bellavista
- Cáhuil
- Bucalemu
- Paredones
- Lolol
- Pumanque
- Nilahue Cornejo

## Subdivisiones
La Dirección General de Aguas subdivide o reúne las cuencas de Chile acorde a las necesidades de estudio y gestión. Existen dos inventarios que han logrado ser aceptados como principales, el del inventario de cuencas del Banco Nacional de Aguas (BNA) de 1978, de mayor uso, y el inventario de cuencas del Departamento de Administración de Recursos Hídricos (DARH) de 2014 de mejor cartografía que ha obligado a redefinir algunos límites, a veces con cambios mayores, pero también por algunas redefiniciones del concepto de subcuenca.
Bajo el BNA el código del ítem es 061. El inventario DARH ha creado del área del ítem BNA 4 ítems independientes 0601, 0602, 0603 y 0604.
La subdivisión del BNA es como sigue:
| Cuenca                                     | Subcuenca | Subsubcuenca | Aguas                                                                  | Área drenaje km² | Observaciones |
| ------------------------------------------ | --------- | ------------ | ---------------------------------------------------------------------- | ---------------- | ------------- |
| 061 Costeras Rapel - Estero Nilahue (mapa) |           |              |                                                                        |                  |               |
| 061                                        | 0610      | 06100        | Costeras entre Río Rapel y Estero Topocalma                            | 106              |               |
| 061                                        | 0611      | 06110        | Estero Topocalma                                                       | 545              |               |
| 061                                        | 0612      | 06120        | Costeras Entre Estero Topocalma y Estero Nilahue                       | 407              |               |
| 061                                        | 0613      | 06130        | Estero Nilahue Hasta Junta Estero Lolol                                | 771              |               |
| 061                                        | 0613      | 06131        | Estero Lolol                                                           | 393              |               |
| 061                                        | 0613      | 06132        | Estero Nilahue Entre Estero Lolol y Desembocadura                      | 612              |               |
| 061                                        | 0614      | 06140        | Costeras Entre Estero Nilahue y Límite Región (Lago Llico)             | 562              |               |
| total:                                     | 5         | 7            | Región: VI - VII ((88 - 12)%) / Tipo: Exorreica / Desemb.: O. Pacífico | 3396             |               |

La disposición de cuencas en el inventario DARH es la siguiente:
| Código   | Nombre                                                    | Código en mapa                                            | Tipología de cuenca                                       | Vertiente de cuenca                                       | Origen de cuenca                                          | Temperatura media anual (C°)                              | Temperatura máxima (C°)                                   | Temperatura mínima (C°)                                   | Precipitación anual (mm)                                  | Número de estaciones fluviométricas                       | Número de estaciones pluviométricas                       | Área (km²)                                                |
| -------- | --------------------------------------------------------- | --------------------------------------------------------- | --------------------------------------------------------- | --------------------------------------------------------- | --------------------------------------------------------- | --------------------------------------------------------- | --------------------------------------------------------- | --------------------------------------------------------- | --------------------------------------------------------- | --------------------------------------------------------- | --------------------------------------------------------- | --------------------------------------------------------- |
| 0601     | Cuencas Costeras entre Estero Alhué y Quebrada del Espino | Cuencas Costeras entre Estero Alhué y Quebrada del Espino | Cuencas Costeras entre Estero Alhué y Quebrada del Espino | Cuencas Costeras entre Estero Alhué y Quebrada del Espino | Cuencas Costeras entre Estero Alhué y Quebrada del Espino | Cuencas Costeras entre Estero Alhué y Quebrada del Espino | Cuencas Costeras entre Estero Alhué y Quebrada del Espino | Cuencas Costeras entre Estero Alhué y Quebrada del Espino | Cuencas Costeras entre Estero Alhué y Quebrada del Espino | Cuencas Costeras entre Estero Alhué y Quebrada del Espino | Cuencas Costeras entre Estero Alhué y Quebrada del Espino | Cuencas Costeras entre Estero Alhué y Quebrada del Espino |
| 060100   | Estero Navidad                                            | 0                                                         | Exorreica                                                 | Pacífico                                                  | Pluvial                                                   | 16.2                                                      | 28.6                                                      | 7.0                                                       | 567.0                                                     | 0                                                         | 0                                                         | 51.2                                                      |
| 060101   | Estero Pupuya                                             | 0                                                         | Exorreica                                                 | Pacífico                                                  | Pluvial                                                   | 15.8                                                      | 28.1                                                      | 6.7                                                       | 581.8                                                     | 0                                                         | 0                                                         | 105.1                                                     |
| 060102   | Estero Topocalma                                          | 0                                                         | Exorreica                                                 | Pacífico                                                  | Pluvial                                                   | 14.7                                                      | 27.9                                                      | 5.3                                                       | 618.1                                                     | 0                                                         | 0                                                         | 402.5                                                     |
| 06010200 | Estero Valle Hidango                                      | 36                                                        | Exorreica                                                 | Pacífico                                                  | Pluvial                                                   | 15.2                                                      | 27.8                                                      | 6.1                                                       | 595.3                                                     | 0                                                         | 0                                                         | 123.7                                                     |
| 0602     | Cuencas Costeras Sector Pichilemu                         | Cuencas Costeras Sector Pichilemu                         | Cuencas Costeras Sector Pichilemu                         | Cuencas Costeras Sector Pichilemu                         | Cuencas Costeras Sector Pichilemu                         | Cuencas Costeras Sector Pichilemu                         | Cuencas Costeras Sector Pichilemu                         | Cuencas Costeras Sector Pichilemu                         | Cuencas Costeras Sector Pichilemu                         | Cuencas Costeras Sector Pichilemu                         | Cuencas Costeras Sector Pichilemu                         | Cuencas Costeras Sector Pichilemu                         |
| 060200   | Quebrada del Espino y Costeras                            | 0                                                         | Exorreica                                                 | Pacífico                                                  | Pluvial                                                   | 14.6                                                      | 27.5                                                      | 5.4                                                       | 633.6                                                     | 0                                                         | 0                                                         | 167.5                                                     |
| 060201   | Estero San Antonio                                        | 0                                                         | Exorreica                                                 | Pacífico                                                  | Pluvial                                                   | 14.6                                                      | 27.9                                                      | 5.2                                                       | 661.8                                                     | 0                                                         | 1                                                         | 239.8                                                     |
| 0603     | Cuenca Estero Nilahue                                     | Cuenca Estero Nilahue                                     | Cuenca Estero Nilahue                                     | Cuenca Estero Nilahue                                     | Cuenca Estero Nilahue                                     | Cuenca Estero Nilahue                                     | Cuenca Estero Nilahue                                     | Cuenca Estero Nilahue                                     | Cuenca Estero Nilahue                                     | Cuenca Estero Nilahue                                     | Cuenca Estero Nilahue                                     | Cuenca Estero Nilahue                                     |
| 060300   | Estero Nilahue                                            | 0                                                         | Exorreica                                                 | Pacífico                                                  | Pluvial                                                   | 14.2                                                      | 28.7                                                      | 4.1                                                       | 767.6                                                     | 1                                                         | 3                                                         | 886.5                                                     |
| 060301   | Estero El Quillay                                         | 0                                                         | Exorreica                                                 | Pacífico                                                  | Pluvial                                                   | 14.5                                                      | 28.1                                                      | 4.9                                                       | 723.5                                                     | 0                                                         | 0                                                         | 94.4                                                      |
| 060302   | Estero Pumanque                                           | 0                                                         | Exorreica                                                 | Pacífico                                                  | Pluvial                                                   | 14.5                                                      | 29.0                                                      | 4.3                                                       | 731.8                                                     | 0                                                         | 0                                                         | 123.9                                                     |
| 060303   | Estero Lolol                                              | 0                                                         | Exorreica                                                 | Pacífico                                                  | Pluvial                                                   | 13.6                                                      | 28.4                                                      | 3.3                                                       | 783.9                                                     | 0                                                         | 0                                                         | 390.7                                                     |
| 060304   | Estero Quiahue                                            | 0                                                         | Exorreica                                                 | Pacífico                                                  | Pluvial                                                   | 13.3                                                      | 28.4                                                      | 2.8                                                       | 827.1                                                     | 0                                                         | 1                                                         | 281.5                                                     |
| 0604     | Cuenca Río Paredones                                      | Cuenca Río Paredones                                      | Cuenca Río Paredones                                      | Cuenca Río Paredones                                      | Cuenca Río Paredones                                      | Cuenca Río Paredones                                      | Cuenca Río Paredones                                      | Cuenca Río Paredones                                      | Cuenca Río Paredones                                      | Cuenca Río Paredones                                      | Cuenca Río Paredones                                      | Cuenca Río Paredones                                      |
| 060400   | Estero Paredones                                          | 0                                                         | Exorreica                                                 | Pacífico                                                  | Pluvial                                                   | 14.5                                                      | 28.2                                                      | 4.9                                                       | 744.6                                                     | 0                                                         | 0                                                         | 284.5                                                     |
| 060401   | Estero San Pedro de Alcántara                             | 0                                                         | Exorreica                                                 | Pacífico                                                  | Pluvial                                                   | 14.4                                                      | 28.2                                                      | 4.7                                                       | 771.9                                                     | 0                                                         | 0                                                         | 269.1                                                     |

## Hidrología

### Red hidrográfica
Los cuerpos de agua considerados en esta categoría son:

### Caudales y régimen
Ubicadas al oeste de la cordillera de la Costa y sin altura suficiente para nieves o hielos, estas cuencas tienen un régimen pluvial como consigna el inventario DARH.

### Acuíferos
El único acuífero de relevancia hidrogeológica es el de Nilahue, de tipo detrítico y comportamiento confinado, asociado al estero Nilahue. Es explotado para uso agrícola y en riesgo potencial de sobreexplotación debido al volumen de derechos de aguas subterráneas otorgados.: 13 

### Humedales
El Sistema de información y monitoreo de biodiversidad del Ministerio del Medio Ambiente de Chile señala tres humedales urbanos reconocidos y ubicados en las localidades de Bucalemu (HU-0029), vega de Pupuya (HU-0046) y Petrel (HU-0013) respectivamente.

### Glaciares
El inventario público de glaciares de Chile 2022 no registra claciares en este ítem.

## Obras hidráulicas
En la zona llamada "secano de O'Higgins", que incluye las cuencas del ítem 061, existe solo una estación fluviométrica, por cierto la de Santa Teresa, sobre el estero Nilahue.: 92 

## Clima

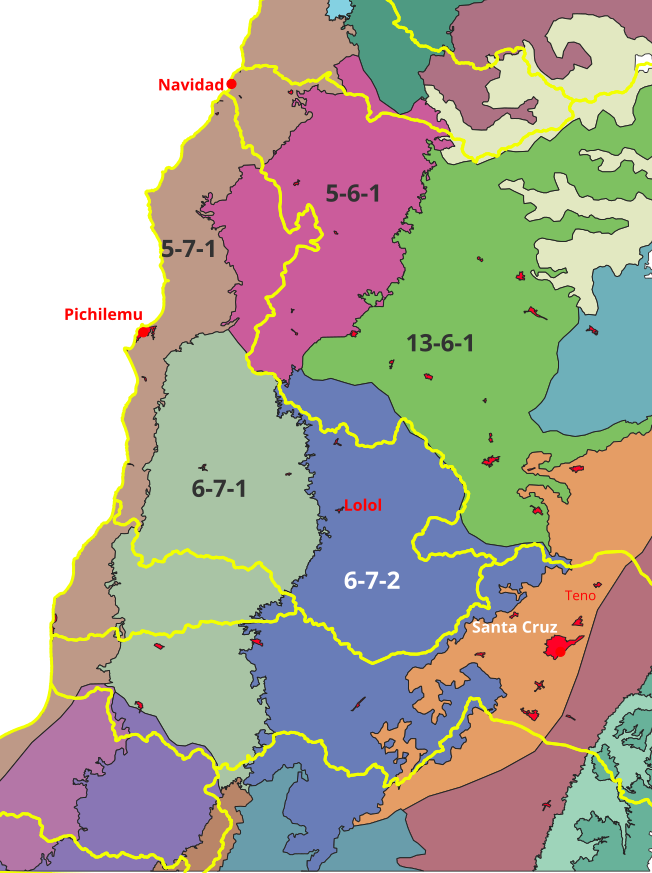
Distritos agroclimáticos en el ítem 061 del inventario BNA de cuencas de Chile según el atlas agroclimático de Chile. Las líneas amarillas son los límites de los ítems o cuencas.

El Atlas agroclimático de Chile distingue 4 distritos climáticos en la cuenca:
- 5-7-1 Templado cálido supratermal con régimen de humedad semiárido (Csb2Sa). La temperatura oscila entre un máximo de enero de 23,7 °C (máx de 25,2 °C y mín de 21 °C dentro del distrito) y un mínimo de julio de 6,5 °C (máx de 7,7 °C y mín de 6 °C dentro del distrito). Tiene un promedio de 345 días consecutivos libres de heladas. En el año se registra un promedio de 1 helada. El período de temperaturas favorables a la actividad vegetativa dura 12 meses. Registra anualmente 1.375 días grado y 249 horas de frío acumuladas hasta el 31 de Julio. La precipitación media anual es de 616 mm y un período seco de 7 meses, con un déficit hídrico de 828 mm/año. El período húmedo dura 4 meses durante los cuales se produce un excedente hídrico de 230 mm.
- 5-6-1 Templado cálido supratermal con régimen de humedad semiárido (Csb2Sa). La temperatura oscila entre un máximo de enero de 27,9 °C (máx de 31 °C y mín de 25 °C dentro del distrito) y un mínimo de julio de 5,7 °C (máx de 7,6 °C y mín de 5,1 °C dentro del distrito). Tiene un promedio de 339 días consecutivos libres de heladas. En el año se registra un promedio de 3 heladas. El período de temperaturas favorables a la actividad vegetativa dura 11 meses. Registra anualmente 1.723 días grado y 354 horas de frío acumuladas hasta el 31 de Julio. La precipitación media anual es de 576 mm y un período seco de 7 meses, con un déficit hídrico de 998 mm/año. El período húmedo dura 4 meses durante los cuales se produce un excedente hídrico de 171 mm.
- 6-7-1Templado cálido supratermal con régimen de humedad semiárido (Csb2Sa). La temperatura oscila entre un máximo de enero de 26,7 °C (máx de 28,5 °C y mín de 24 °C dentro del distrito) y un mínimo de julio de 5,4 °C (máx de 7 °C y mín de 5 °C dentro del distrito). Tiene un promedio de 339 días consecutivos libres de heladas. En el año se registra un promedio de 5 heladas. El período de temperaturas favorables a la actividad vegetativa dura 11 meses. Registra anualmente 1.569 días grado y 423 horas de frío acumuladas hasta el 31 de Julio. La precipitación media anual es de 638 mm y un período seco de 7 meses, con un déficit hídrico de 914 mm/año. El período húmedo dura 4 meses durante los cuales se produce un excedente hídrico de 228 mm.
- 6-7-2Templado cálido supratermal con régimen de humedad semiárido (Csb2Sa). La temperatura oscila entre un máximo de enero de 29,7 °C (máx de 30,9 °C y mín de 28,1 °C dentro del distrito) y un mínimo de julio de 5,2 °C (máx de 6,1 °C y mín de 4,4 °C dentro del distrito). Tiene un promedio de 281 días consecutivos libres de heladas. En el año se registra un promedio de 5 heladas. El período de temperaturas favorables a la actividad vegetativa dura 9 meses. Registra anualmente 1.802 días grado y 490 horas de frío acumuladas hasta el 31 de Julio. La precipitación media anual es de 645 mm y un período seco de 7 meses, con un déficit hídrico de 1.027 mm/año. El período húmedo dura 4 meses durante los cuales se produce un excedente hídrico de 220 mm.

Diagrama Walter Lieth para la localidad de Paredones en la Región del Maule, Chile.

Los diagramas Walter Lieth muestran con un área azul los periodos en que las precipitaciones sobrepasan la cantidad de agua que el calor del sol evapora en el mismo lapso de tiempo, (un promedio de 10 °C mensuales evaporan 20 mm de agua caída) dejando un clima húmedo. Por el contrario, las zonas amarillas indican que durante ese tiempo el agua caída puede ser evaporada por el calor del sol. El área gris señala meses muy húmedos.

## Áreas bajo protección oficial y conservación de la biodiversidad
El Ministerio del Medio Ambiente señala 2 áreas protegidas en el ítem:
- Santuario de la naturaleza Bosque de Calabacillo de Navidad
- Santuario de la naturaleza Piedra del Viento y Topocalma